# Ovoide

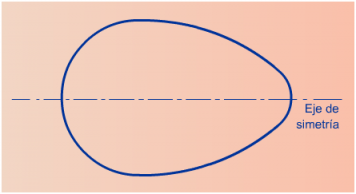
Ovoide.

L'ovoide és un traçat geomètric, concretament una corba tancada i plana que està formada per un semicercle, dos arcs de circumferència iguals i un altre desigual. A diferència de l'oval, només té un eix de simetria.